# Troubled Waters
Troubled Waters (Brasil: Sequestro Sem Provas ) é um filme de suspense canadense de 2006, dirigido por John Stead.